# Germán Sánchez (Rennfahrer)

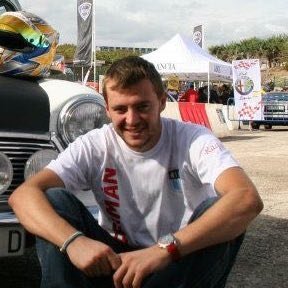
Germán Sánchez (2012)

Germán Sánchez Flor (* 4. Juli 1989 in Alicante) ist ein spanischer Rennfahrer.

## Karriere
Sánchez, der von 2001 bis 2005 im Kartsport aktiv war, ging 2006 erstmals in der spanischen Formel-3-Meisterschaft an den Start. Mit sieben Siegen sicherte sich Sánchez den Meistertitel der B-Klasse. Sánchez schaffte somit bereits in seiner ersten Saison im Formelsport den Gewinn einer Meisterschaft. 2007 wechselte Sánchez zu Campos Grand Prix und startete erneut in der spanischen Formel 3, diesmal in der A-Klasse. Er gewann zwei Rennen und belegte am Saisonende den vierten Platz im Gesamtklassement. 2008 blieb Sánchez bei Campos Grand Prix und bestritt sein drittes Jahr in der spanischen Formel 3. Mit vier Siegen gewann Sánchez den Meistertitel dieser Serie vor Nelson Panciatici.
Für die Saison 2009 wechselte Sánchez in die wiederbelebte Formel 2. Er konnte sich in der neuen Serie nicht durchsetzen und belegte am Saisonende den 24. Gesamtrang. Zudem war er der schlechteste Pilot, der aus der spanischen Formel-3-Meisterschaft in die Formel 2 gewechselt war.
Nachdem er 2010 kein Cockpit mehr gefunden hatte, entschied sich Sánchez seine Karriere zu beenden.

## Karrierestationen
- 2001–2005: Kartsport
- 2006: Spanische Formel 3, Klasse B (Meister)
- 2007: Spanische Formel 3 (Platz 4)
- 2008: Spanische Formel 3 (Meister)
- 2009: Formel 2 (Platz 24)

| Personendaten    | Personendaten         |
| ---------------- | --------------------- |
| NAME             | Sánchez, Germán       |
| ALTERNATIVNAMEN  | Sánchez Flor, Germán  |
| KURZBESCHREIBUNG | spanischer Rennfahrer |
| GEBURTSDATUM     | 4. Juli 1989          |
| GEBURTSORT       | Alicante, Spanien     |